# Paramyxoviridae
Os paramixovírus, membros da família Paramyxoviridae, compõem um grupo de vírus envelopados com genoma de RNA simples de sentido negativo (é a cópia que é usada para a síntese proteica). A sua transmissão é por gotas expelidas em espirros ou tosse.

## Classificação taxonômica dos paramixovírus
Abaixo estão listadas as subfamílias e gêneros que compõem a família Paramyxoviridae:
Subfamília Paramyxovirinae
- Avulavirus
- Henipavirus
- Morbillivirus
- Respirovirus
- Rubulavirus

Subfamília Pneumovirinae
- Pneumovirus
- Metapneumovirus

## Principais espécies
Entre as espécies de paramixovírus estão incluídas:
1. Vírus da parainfluenza: causam infecções do tracto respiratório (bronquite, pneumonia, crupe).
2. Vírus do sarampo ou rubullavirus
3. Vírus da parotidite infecciosa, melhor conhecida como papeira ou caxumba.
4. Vírus respiratório sincicial: causa infecção respiratória, especialmente bronquiolite.